# Ogrodzenie
Ten artykuł należy dopracować:

przedstawiono sytuację tylko z polskiej perspektywy – artykuł powinien być przekrojowy.
Pomóż go poprawić. Na stronie dyskusji mogą znajdywać się pomocne komentarze.

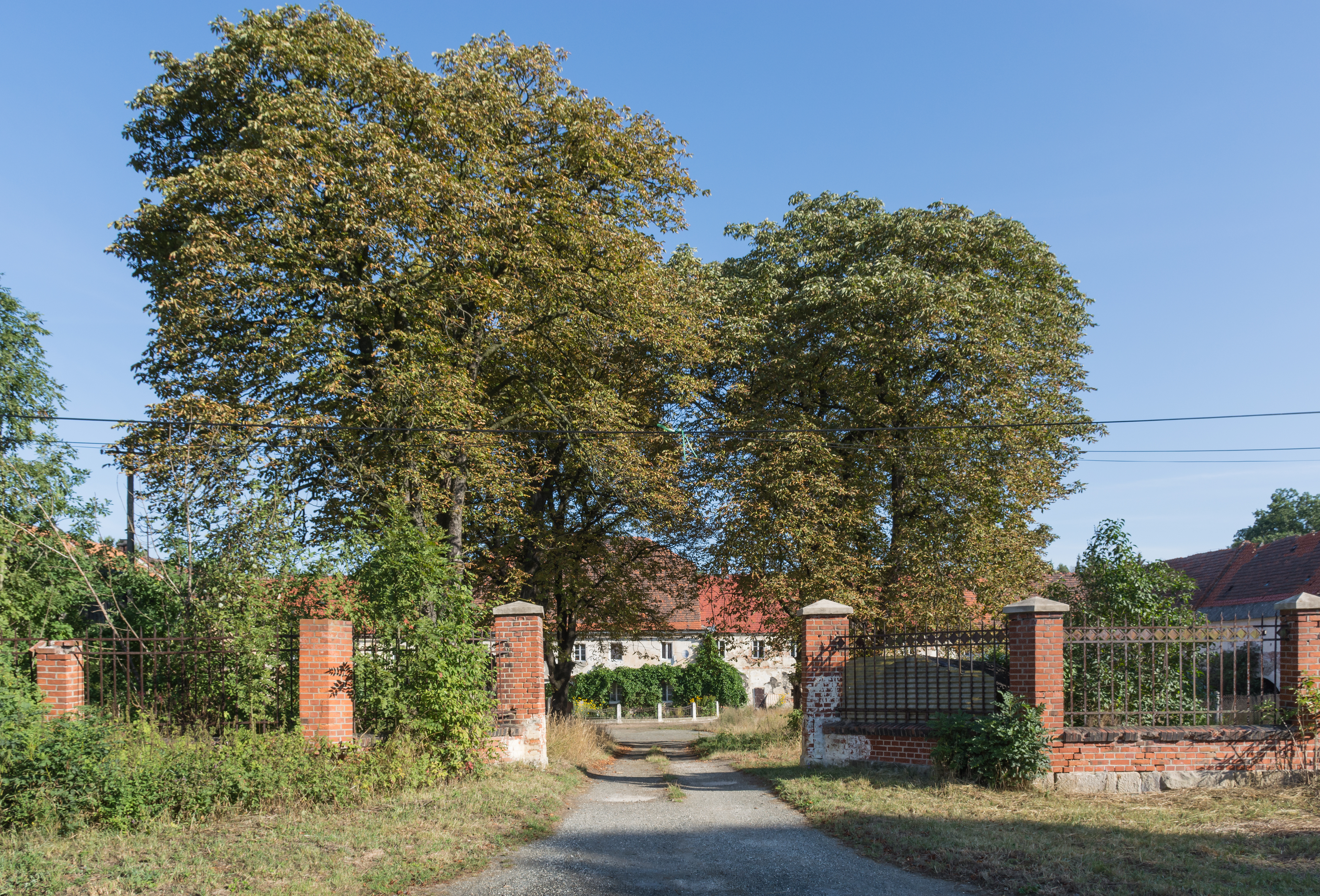
Zabytkowe ogrodzenie Dworu w Starym Wielisławiu...

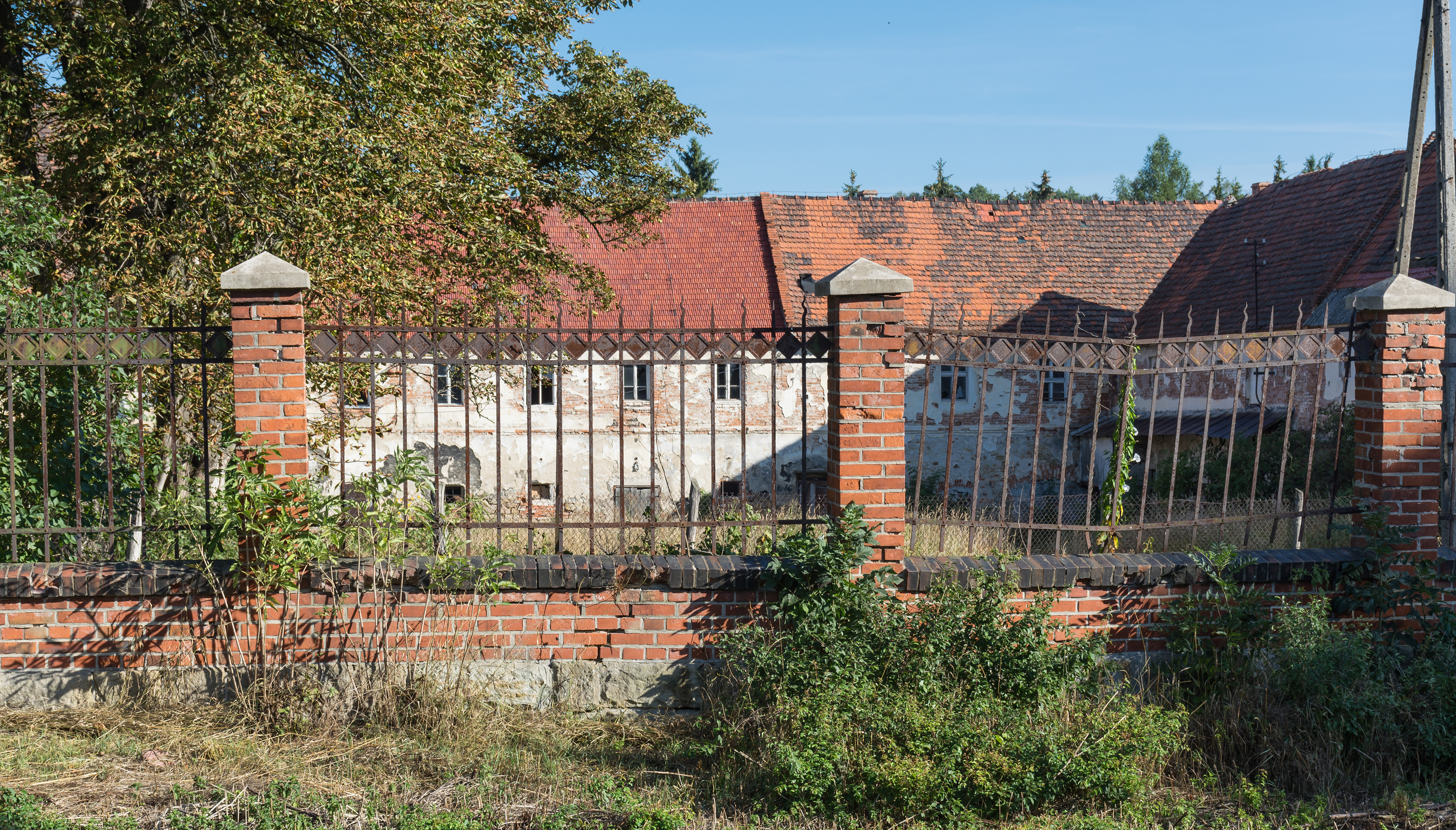
... i jego zbliżenie

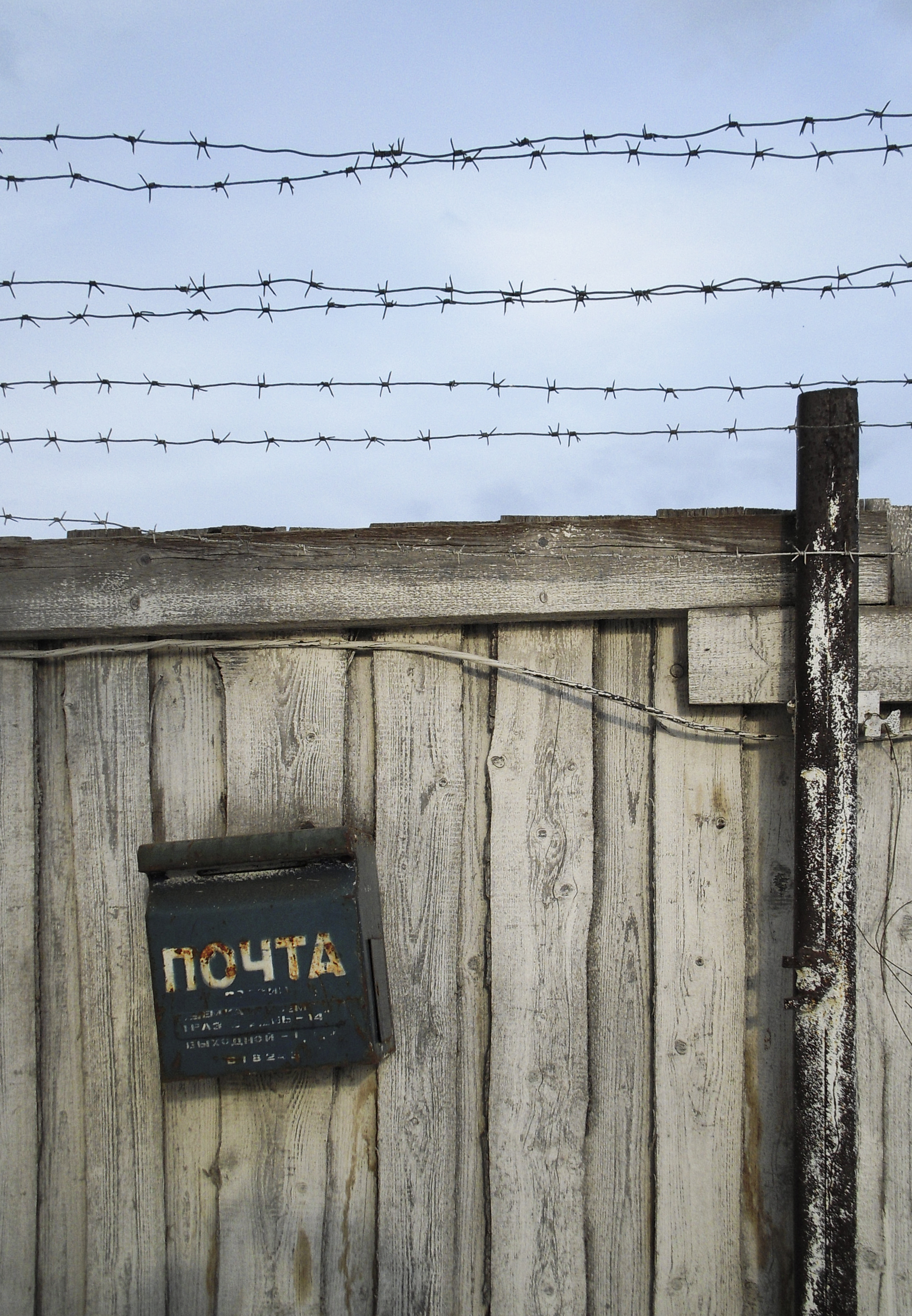
Ogrodzenie Gułagu w Rosji.

Ogrodzenie – otoczenie działki lub terenu za pomocą urządzenia ochronnego (płotu, muru, żywopłotu itp.) mające na celu ochronę przed dostępem osób trzecich lub zwierząt niemających prawa wstępu.
Definicja „ogrodzenia” nie występuje w obecnym polskim stanie prawnym. Zgodnie z art. 3 ust. 9 ustawy Prawo budowlane pojęcie „ogrodzenie” wchodzi w zakres pojęcia „urządzenie budowlane”.

## Warunki, jakie powinno spełniać ogrodzenie[2]
- Ogrodzenie nie może stwarzać zagrożenia dla bezpieczeństwa ludzi i zwierząt[3].
- Umieszczanie na ogrodzeniach, na wysokości mniejszej niż 1,8 m, ostro zakończonych elementów, drutu kolczastego, tłuczonego szkła oraz innych podobnych wyrobów i materiałów jest zabronione[3].
- Bramy i furtki w ogrodzeniu nie mogą otwierać się na zewnątrz działki.
- Furtki w ogrodzeniu przy budynkach mieszkalnych wielorodzinnych i budynkach użyteczności publicznej nie mogą utrudniać dostępu do nich osobom niepełnosprawnym poruszającym się na wózkach inwalidzkich.
- Szerokość bramy powinna wynosić w świetle co najmniej 2,4 m, a w przypadku zastosowania furtki jej szerokość powinna być nie mniejsza niż 0,9 m, przy czym na drodze pożarowej szerokości te regulują przepisy dotyczące ochrony przeciwpożarowej.

## Rodzaje ogrodzeń
- Balustrada - ażurowe lub pełne zabezpieczenie schodów, tarasów, balkonów, dachów, wiaduktów, mostów itp.
- Boma - konstrukcja stawianej wokół obozowiska lub wioski w Afryce w celu ochrony przed zwierzętami.
- Ogrodzenie balustradowe - w bazylikach wczesnochrześcijańskich niskie balustrady kamienne albo kraty.
- Drut ostrzowy - jest to ogrodzenie typu agresywnego, tzn. powodujące straty u osoby je forsującej.
- Elektryczny pastuch - płot elektryczny ogradzający pastwisko.
- Fosa - rów forteczny - w fortyfikacji zapora w postaci rowu otaczającego całość lub część umocnienia.
- Gadara - w języku hebrajskim ogrodzenie lub granica.
- Galeryjka - ogrodzenie składające się ze złączonych poprzeczką licznych prętów lub kolumn.
- Korral - ogrodzenie z kolczastych i ciernistych gałęzi dla pomieszczenia bydła i jego ochrony przed drapieżnikami.
- Kojec - ogrodzenie tworzące małemu dziecku bezpieczną przestrzeń do zabawy.
- Mury miejskie - historyczne fortyfikacje otaczające dawniej miasta, chroniąc je przed atakami z zewnątrz.
- Mur obronny - podstawowa część każdej murowanej fortyfikacji.
- Palisada - ogrodzenie z drewnianych, ostro zakończonych pali, wbitych jeden przy drugim.
- Płot - typ ogrodzenia odgradzającego prywatną posesję, budynki instytucji publicznych lub zakład pracy.
- Zagroda - ogrodzenie, wewnątrz którego chroni się zwierzęta.
- Żywopłot - gęsto posadzone drzewa lub krzewy, zazwyczaj przycinane z boków oraz od góry i tworzące ogrodzenie.